# Creu de terme de Florejacs
La Creu de terme de Florejacs és una obra de Florejacs, al municipi de Torrefeta i Florejacs (Segarra) inclosa a l'Inventari del Patrimoni Arquitectònic de Catalunya.

## Descripció
És una creu de terme d'uns quatre metres d'alçada, amb una base de dos graons i un fust octagonal, culmina amb una creu senzilla. Està situada a l'entrada del poble de Florejacs, a mà dreta.